# Chirosia pseudocinerosa
Chirosia pseudocinerosa är en tvåvingeart som beskrevs av Griffiths 2004. Chirosia pseudocinerosa ingår i släktet Chirosia och familjen blomsterflugor. Inga underarter finns listade i Catalogue of Life.